# 擦曲错
擦曲错是一个位于中国四川省理塘县的湖泊，面积约为2.4平方千米。